# Степное (Скадовский район)
Степное (укр. Степне) — посёлок в Скадовской городской общине Скадовского района Херсонской области Украины.
Население по переписи 2001 года составляло 8 человек. Почтовый индекс — 75700. Телефонный код — 5537. Код КОАТУУ — 6524781002.

## Местный совет
75720, Херсонская обл., Скадовский р-н, с. Красное, ул. К. Маркса, 3